# Carlos Maere
Carlos Arthur Maria Leon Maere (Deinze, 10 juli 1907 – aldaar, 3 januari 1997) was een Belgisch jeneverstoker en politicus voor de CVP.

## Levensloop
Hij was gehuwd met Christine Maeyens, dochter van provincieraadslid en geneesheer Karel Emiel Maeyens (1873-1927) uit Sint-Amandsberg. Maere was jeneverstoker van beroep in de Tolpoortstraat in Deinze.
Van 1954 tot 1974 zetelde hij in de Oost-Vlaamse provincieraad. Hij trad toe tot de gemeenteraad van Deinze in 1958. Vanaf 1959 werd hij schepen van de stad en na de verkiezingen van 1964 werd hij voor de duur van een legislatuur aangesteld tot burgemeester. Hij werd opgevolgd door Ernest Van De Wiele van de lokale partij Opbouwende Krachten (OK).